# Cianur d'hidrogen
El cianur d'hidrogen és un compost químic de fórmula HCN. És un líquid volàtil, altament tòxic, d'olor d'ametlles amargues, i que s'obté industrialment per oxidació d'una mescla d'amoníac i metà. És molt soluble en aigua per a donar solucions de caràcter àcid molt feble anomenades àcid cianhídric. També se'l coneix sota el nom d'àcid prússic.
Aquest compost és un verí letal fins i tot en dosis minúscules. Actua interrompent la respiració cel·lular (la cadena de transport d'electrons) dels organismes aeròbics.

## Estructura i propietats generals
El cianur d'hidrogen és una molècula lineal, amb un triple enllaç entre el carboni i el nitrogen. Un tautòmer menor de HCN és HNC, isocianur d'hidrogen.
El cianur d'hidrogen és dèbilment àcid amb un pKa de 9,2. S'ionitza parcialment en solució d'aigua per obtenir l'anió cianur, CN–. Les sals de l'anió de cianur es coneixen com a cianurs.
El HCN té una olor dolça similar a l'ametlla amarga que algunes persones són incapaços de detectar a causa d'un tret genètic recessiu. El compost volàtil s'ha utilitzat com a rodenticida per inhalació i verí humà, així com per matar balenes. Els ions de cianur interfereixen amb enzims respiratoris que contenen ferro.

## Història del descobriment

L'ió de ferricianur de color vermell, un component del blau prussià.

El cianur d'hidrogen es va aïllar per primer cop d'un pigment blau (blau prussià) conegut des de 1706, però l'estructura de la qual no es coneixia. Ara se sap que es tracta d'un polímer de coordinació amb una estructura complexa i una fórmula empírica de ferrocianur fèrric hidratat. El 1752, el químic francès Pierre Joseph Macquer va fer l'important pas de demostrar que el blau prussià es podia convertir en òxid de ferro més un component volàtil i que es podia usar per reconstituir-lo. El nou component era el que actualment es coneix com a cianur d'hidrogen. Després del lideratge de Macquer, el químic suec Carl Wilhelm Scheele el va preparar per blau prussià el 1782, i finalment es va donar el nom alemany Blausäure (lit. "àcid blau") per la seva naturalesa àcida a l'aigua i la seva derivació del blau prussià. En anglès, es va fer conegut popularment com a àcid prussic.
El 1787, el químic francès Claude Louis Berthollet va demostrar que l'àcid prússic no contenia oxigen, una important contribució a la teoria dels àcids, que fins ara havia postulat que els àcids han de contenir oxigen (d'aquí el nom d'oxigen en si, que deriva d'elements grecs que volen dir “antic àcid” i també es qualifiquen en alemany com Sauerstoff). El 1811, Joseph Louis Gay-Lussac va preparar cianur d'hidrogen liquat pur. El 1815, Gay-Lussac va deduir la fórmula química d'àmbit pràctic de l'àmbit àcid. El cianur radical del cianur d'hidrogen es va donar el nom de cian, no només una paraula anglesa per a una tonalitat de blau, sinó la paraula grega per a blau (grec antic κυανοῦς), de nou degut a la seva derivació del blau prussià.

## Toxicitat
La dosi mitjana letal aguda via oral per a animals de laboratori varia entre 2,13 i 6 mg per kilogram de massa corporal, mentre que per a humans la dosi letal via oral varia entre 0,5 i 3,5 mg per kilogram de massa corporal. Els símptomes són: dispnea, respiració irregular i agitada, atàxia, tremolors, espasmes, convulsions, pèrdua de la consciència i eventualment asfíxia.
La ingesta de llavors que contenen amigdalina (les llavors de les rosàcies: peres, melicotons, pomes, albercocs i nespres (Eriobotrya japonica) fa que en la hidròlisi s'allibere àcid cianhídric.